# Kai Ekholm

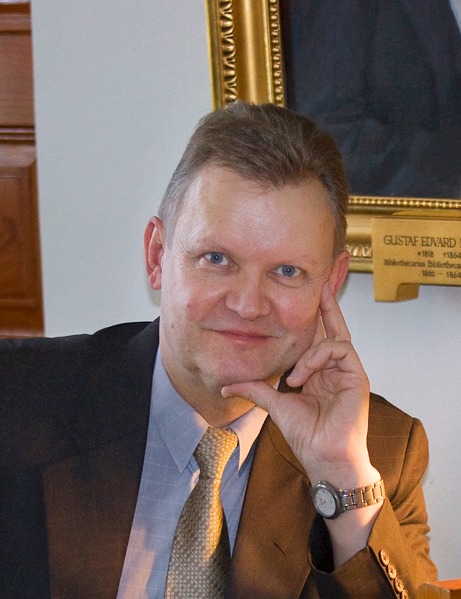
Kai Ekholm år 2010.

Kai Rauno Ekholm, född 15 oktober 1953 i Salo, är en finländsk bibliotekarie.
Ekholm blev filosofie doktor 2000. Han var 1999–2001 överbibliotekarie vid Jyväskylä universitetsbibliotek och blev 2001 överbibliotekarie vid Helsingfors universitetsbibliotek, sedermera Finlands nationalbibliotek; docent vid Uleåborgs universitet sedan 2000.
Han har publicerat arbeten om bokcensur under de första efterkrigsåren, bland annat Kielletyt kirjat 1944–1946 (2000) samt Haavoittuneet kirjastot (2004) som handlar om hur litteratur förstörts i krig och konflikter under 1990-talet. Ekholm har även utgett Kulttuurin varkaat (2007) som behandlar konststöld.